# Gémonville
Gémonville ist eine französische Gemeinde mit 76 Einwohnern (Stand 1. Januar 2022) im Département Meurthe-et-Moselle in der Region Grand Est (bis 2015 Lothringen). Sie gehört zum Arrondissement Toul und zum Kanton Meine au Saintois.

## Geografie
Gémonville liegt etwa 29 Kilometer südlich von Toul östlich der Autoroute A31 an der Grenze zum Département Vosges. Die Nachbargemeinden von Gémonville sind Favières im Norden, Aroffe (im Département Vosges) im Osten und Süden, Aouze (im Département Vosges) im Süden, Attignéville (im Département Vosges) im Südwesten, Tranqueville-Graux (im Département Vosges) im Westen sowie Harmonville (im Département Vosges) im Nordwesten. Weite Teile im Norden der Gemeinde bedeckt das Waldgebiet Bois de la Grande Voie. Der Aroffe durchquert das Dorf in nordwestlicher Richtung.

## Geschichte
Ausgrabungen mit Funden aus der Bronzezeit und aus gallo-römischen Zeit belegen eine frühe Besiedlung. Der Name der heutigen Gemeinde wurde 1362 erstmals in einem Dokument in der Form Gemonvilla erwähnt. Im Mittelalter gehörte die Gemeinde zum Gebiet des Herzogtums Bar, das später an das Herzogtum Lothringen fiel. Genauer zum Amt (Bailliage) Vézelise. Mit dieser Herrschaft fiel Gémonville 1766 an Frankreich. Bis zur Französischen Revolution lag die Gemeinde dann im Grand-gouvernement de Lorraine-et-Barrois. Von 1793 bis 1801 war die Gemeinde dem Distrikt Vézelise zugeteilt und Teil des Kantons Favières. Danach von 1801 bis 2015 Teil des Kantons Colombey-les-Belles. Mit Ausnahme der Jahre 1926 bis 1943, als sie zum Arrondissement Nancy gehörte, ist Gémonville seit 1801 dem Arrondissement Toul zugeordnet. Die Gemeinde lag bis 1871 im alten Département Meurthe.

## Bevölkerungsentwicklung
| Jahr                       | 1962 | 1968 | 1975 | 1982 | 1990 | 1999 | 2006 | 2019 |
| Einwohner                  | 126  | 101  | 102  | 95   | 86   | 91   | 72   | 79   |
| Quellen: Cassini und INSEE |      |      |      |      |      |      |      |      |

## Sehenswürdigkeiten
- Überreste eines Oppidums, einer Nekropole und zweier Hügelgräber aus der Bronzezeit
- zahlreiche Häuser aus dem 18. Jahrhundert
- Kirche Saint-Privat aus dem 19. Jahrhundert (Seitenaltäre und Gemälde als Monuments historiques geschützt)
- Dorffriedhof
- Denkmal für die Gefallenen[1]
- zwei Wegkreuze nahe der D129 nördlich des Dorfs
- ehemaliges Lavoir (Waschhaus)
- Wasserturm

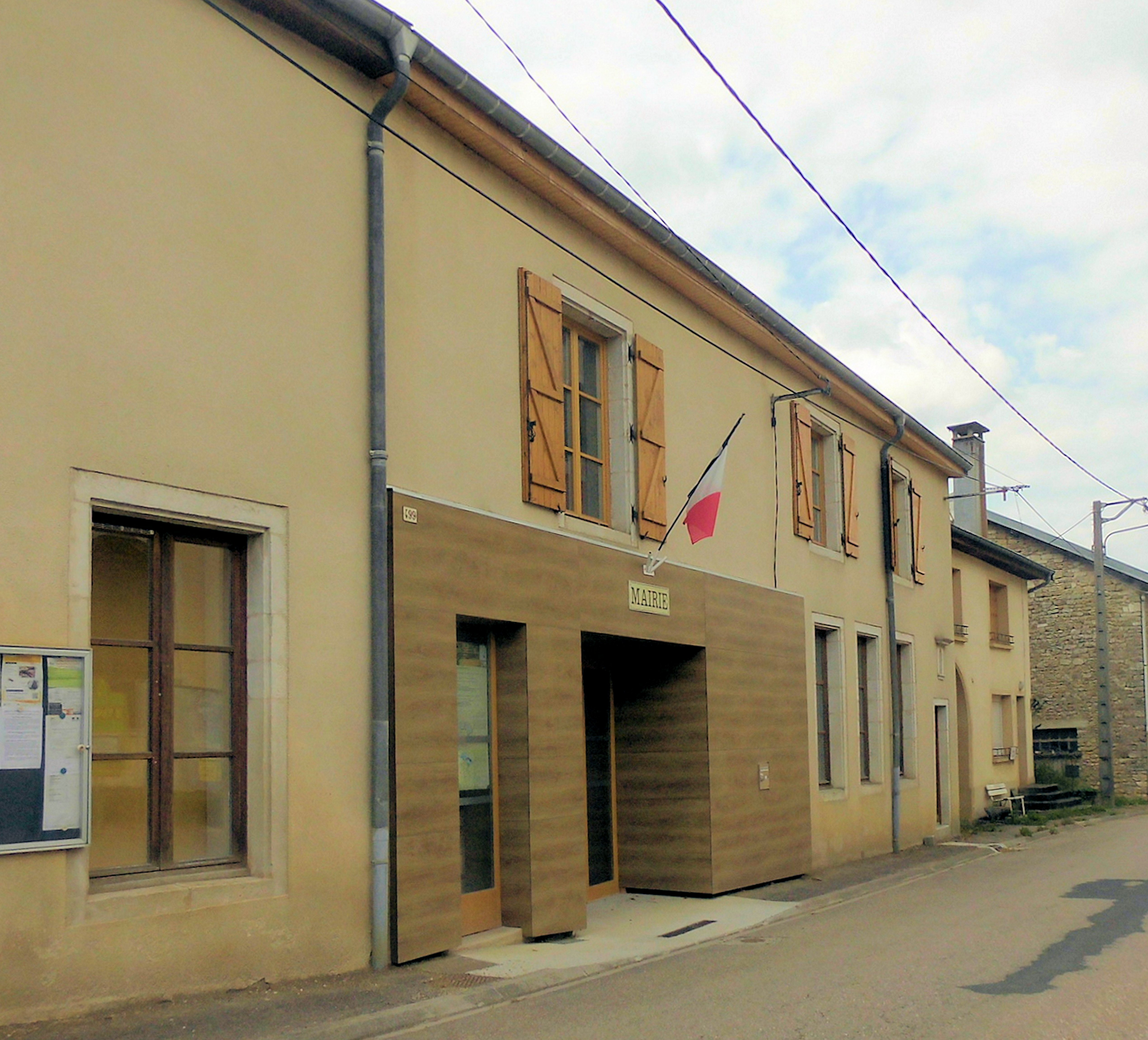
Mairie (Rathaus) von Gémonville
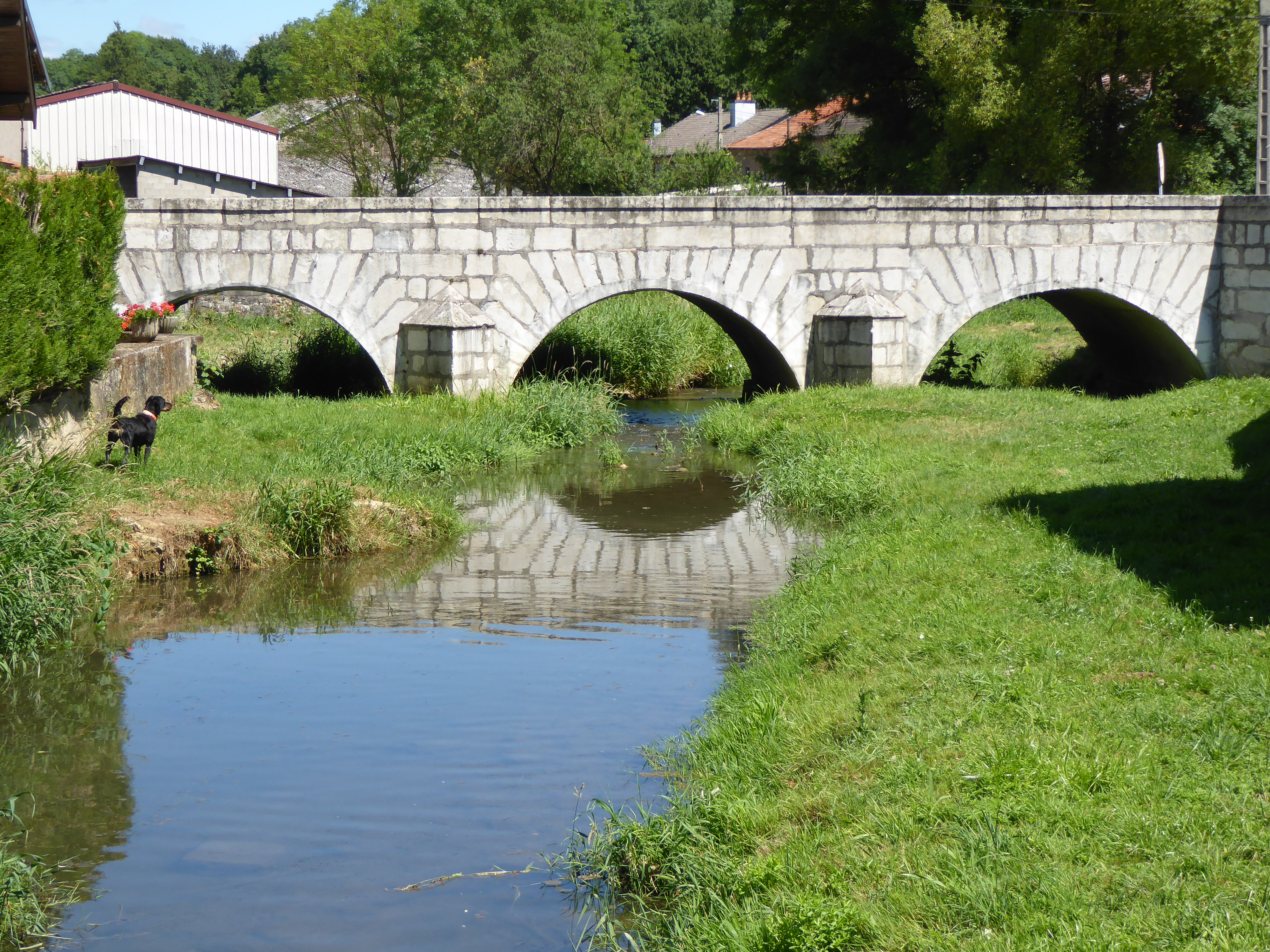
Brücke über den Fluss Aroffe
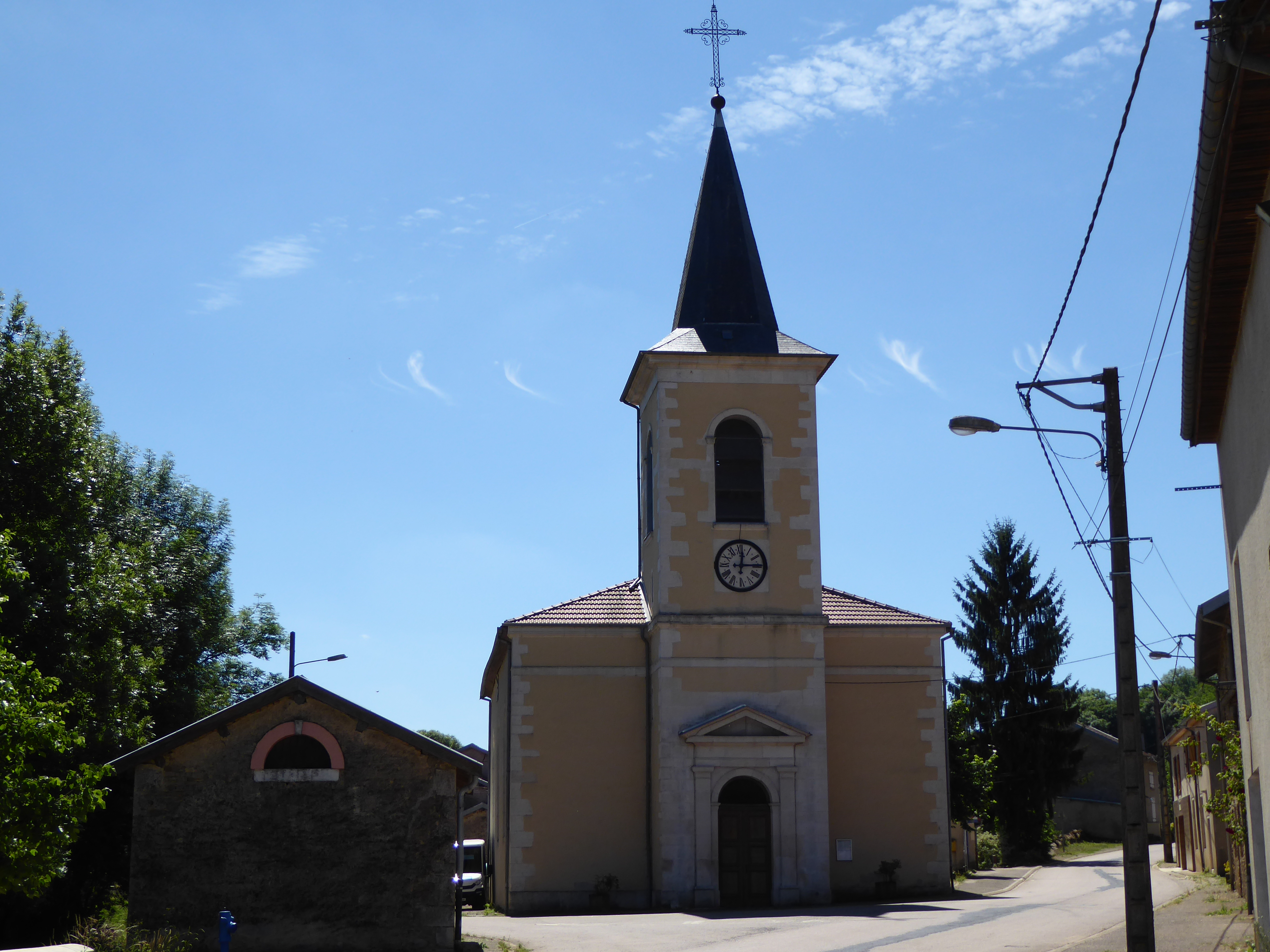
Dorfkirche Saint-Privat
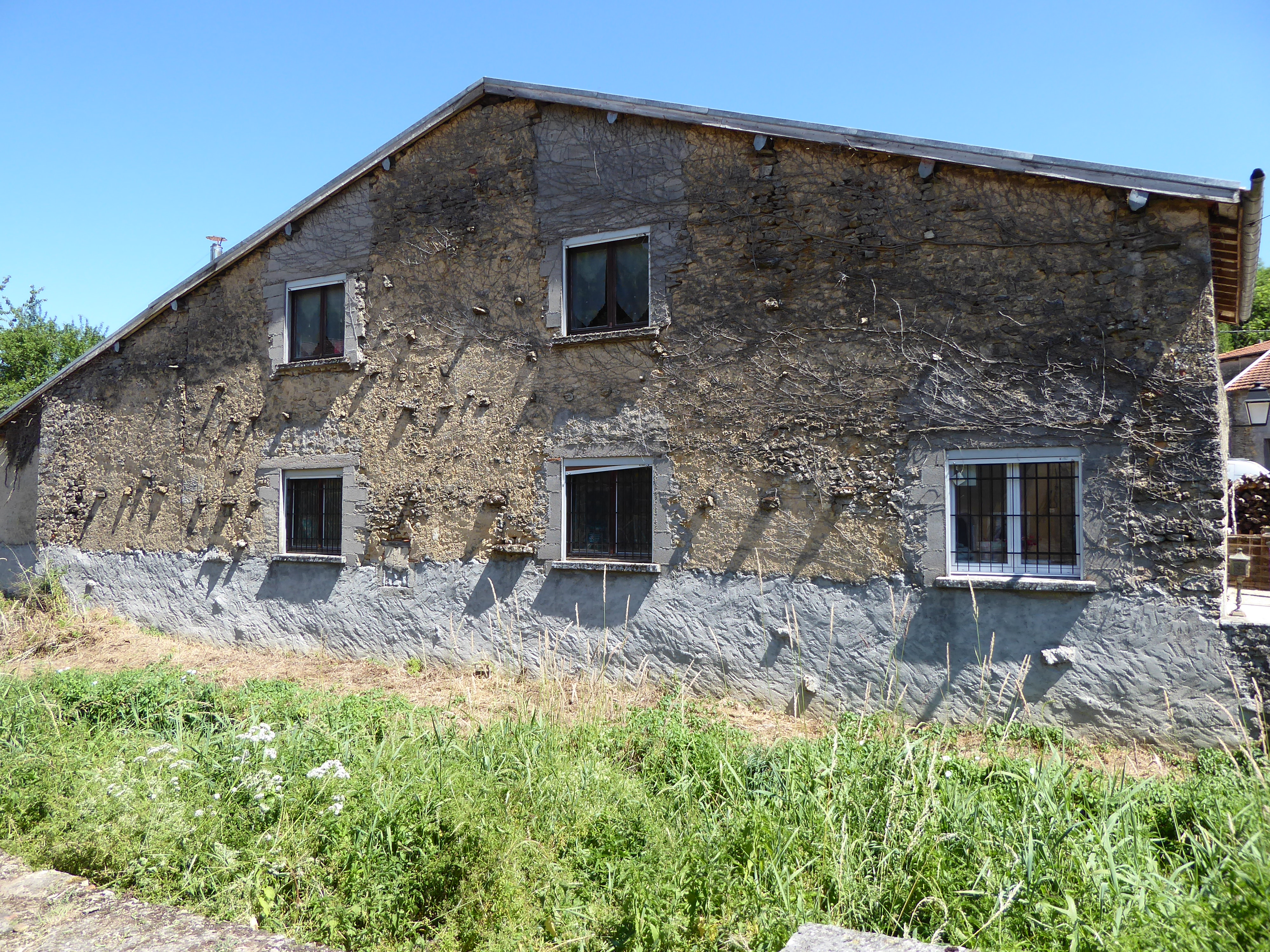
Ehemalige Mühle
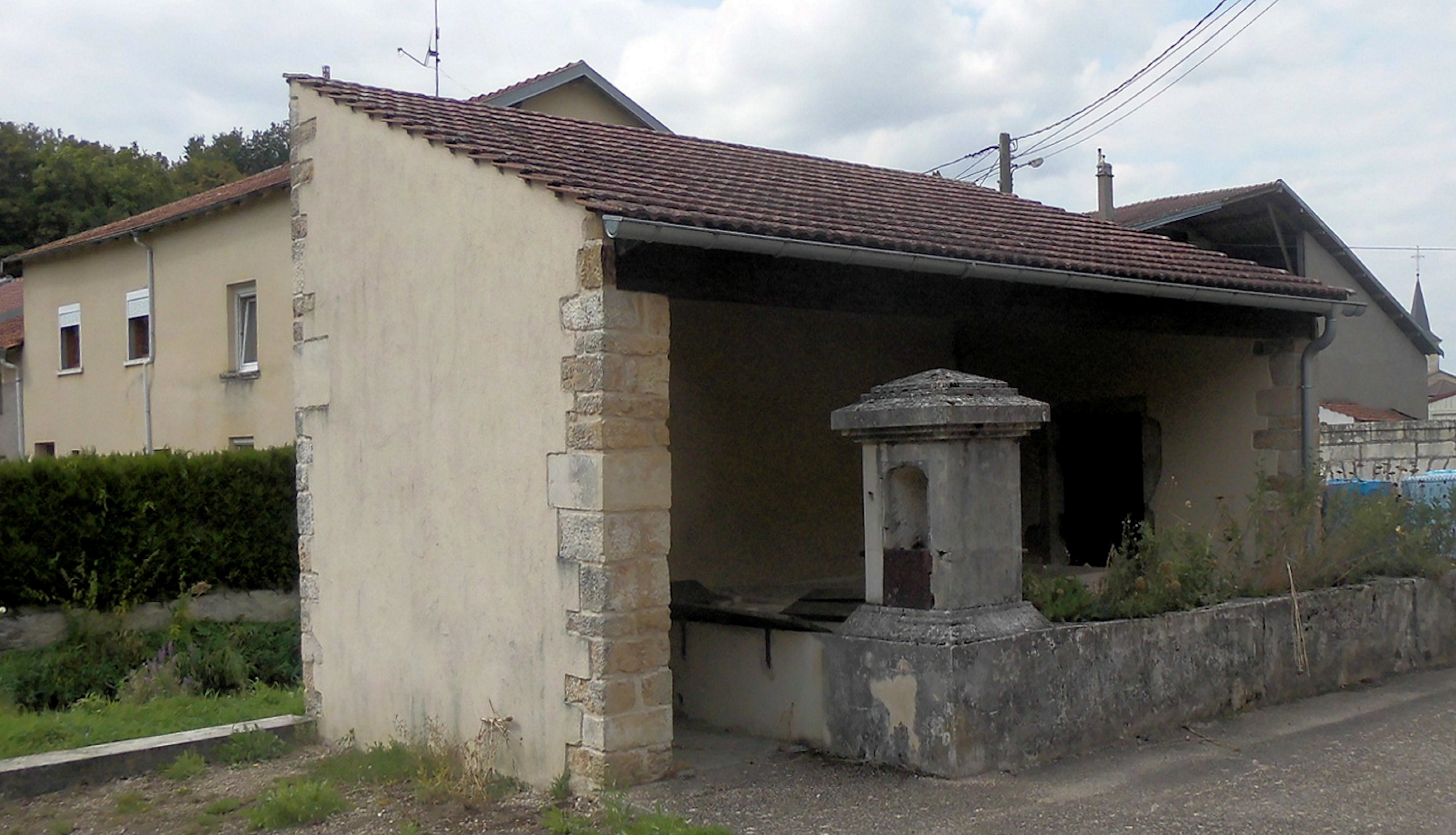
Ehemaliges Waschhaus (Lavoir)
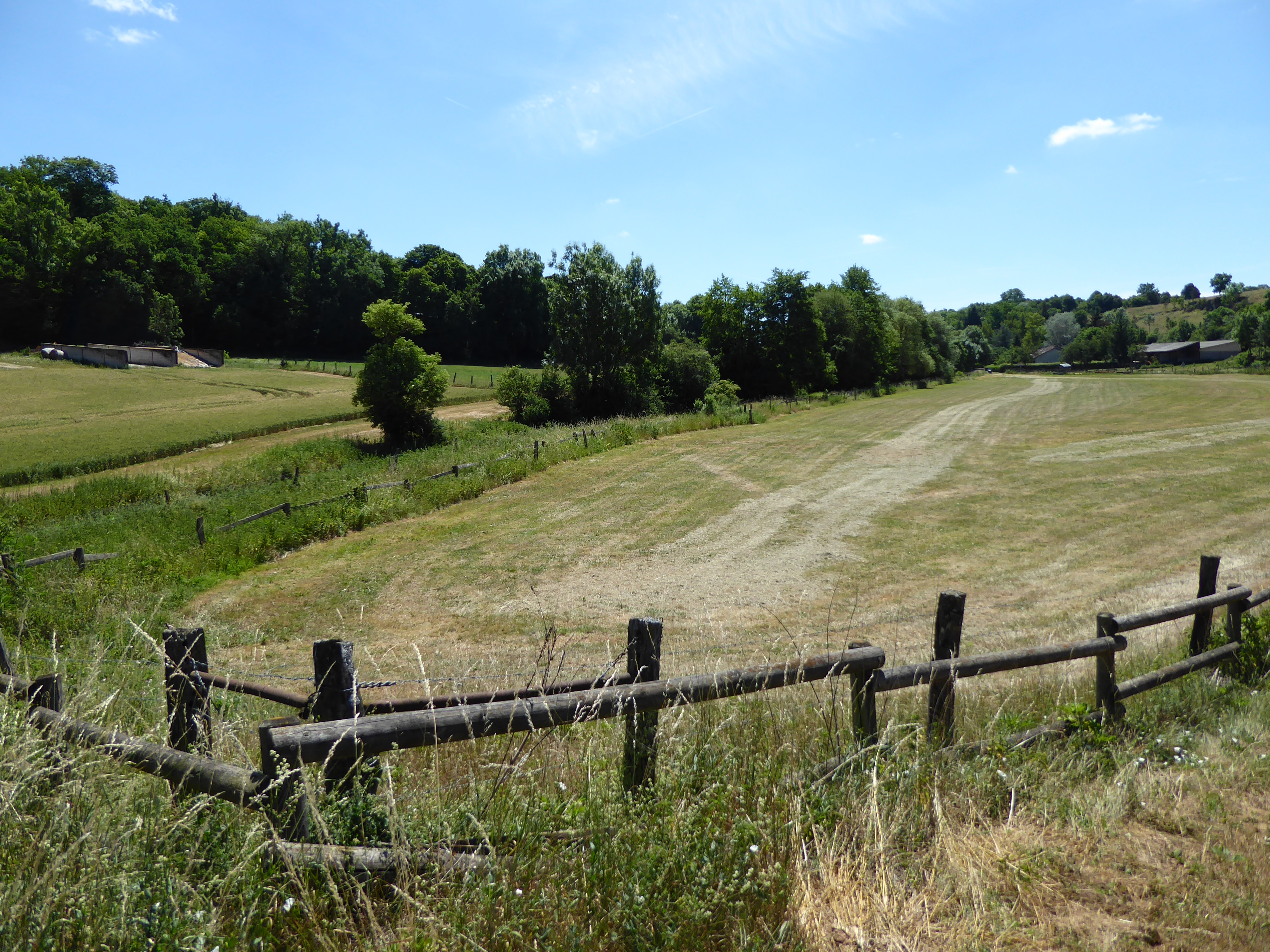
Landschaft bei Gémonville